# Cyanostegia
Cyanostegia là một chi thực vật có hoa trong họ Hoa môi (Lamiaceae).

## Loài
Chi Cyanostegia gồm các loài: